# Episodi di Monsters (terza stagione)
La terza stagione della serie televisiva Monsters è stata trasmessa in anteprima negli Stati Uniti d'America in syndication tra il 30 settembre 1990 e il 26 aprile 1991.
| nº | Titolo originale               | Titolo italiano | Prima TV USA      | Prima TV Italia |
| -- | ------------------------------ | --------------- | ----------------- | --------------- |
| 1  | Stressed Environment           |                 | 30 settembre 1990 |                 |
| 2  | Murray's Monster               |                 | 7 ottobre 1990    |                 |
| 3  | Bug House                      |                 | 14 ottobre 1990   |                 |
| 4  | Cellmates                      |                 | 21 ottobre 1990   |                 |
| 5  | Outpost                        |                 | 28 ottobre 1990   |                 |
| 6  | The Hole                       |                 | 4 novembre 1990   |                 |
| 7  | Small Blessings                |                 | 11 novembre 1990  |                 |
| 8  | Shave and a Haircut, Two Bites |                 | 18 novembre 1990  |                 |
| 9  | The Young and the Headless     |                 | 25 novembre 1990  |                 |
| 10 | The Waiting Game               |                 | 9 dicembre 1990   |                 |
| 11 | Sin-Sop                        |                 | 9 dicembre 1990   |                 |
| 12 | A New Woman                    |                 | 16 dicembre 1990  |                 |
| 13 | Malcolm                        |                 | 23 dicembre 1990  |                 |
| 14 | Household Gods                 |                 | 30 dicembre 1990  |                 |
| 15 | The Space Eaters               |                 | 6 gennaio 1991    |                 |
| 16 | The Waiting Room               |                 | 13 gennaio 1991   |                 |
| 17 | Leavings                       |                 | 20 gennaio 1991   |                 |
| 18 | Desirable Alien                |                 | 27 gennaio 1991   |                 |
| 19 | A Face for Radio               |                 | 3 febbraio 1991   |                 |
| 20 | Werewolf of Hollywood          |                 | 10 febbraio 1991  |                 |
| 21 | Talk Nice to Me                |                 | 17 febbraio 1991  |                 |
| 22 | Hostile Takeover               |                 | 24 febbraio 1991  |                 |
| 23 | The Maker                      |                 | 18 aprile 1991    |                 |
| 24 | The Moving Finger              |                 | 26 aprile 1991    |                 |